# جون فوستر كيرك
جون فوستر كيرك (بالإنجليزية: John Foster Kirk)‏ هو مؤرخ وصحفي أمريكي، ولد في 23 مارس 1824، وتوفي في 1904.